# Martha Del Vecchio
Martha Del Vecchio (La Spezia, 14 marzo 1906 – Genova, 4 giugno 1991) è stata una pianista italiana.

## Biografia
Dopo aver studiato sotto la guida di Mario Ferrari a Genova si diploma nel 1934 presso il Conservatorio di Milano in pianoforte, perfezionandosi in seguito con Alfredo Casella, Guido Agosti e Alfred Cortot. Dotata di grande sensibilità musicale, tecnica sicura e vigorosa e di profondo spirito interpretativo, ha tenuto numerosi concerti con grande successo di critica e di pubblico. Nel 1936 si esibisce in formazione cameristica sempre presso il Conservatorio di Milano e successivamente a Genova con brani di Robert Schumann e Fryderyk Chopin. Molto presto decide di dedicarsi esclusivamente all'insegnamento. Sotto la sua guida si sono formate varie generazioni di pianisti e alcune personalità di spicco come Dino Ciani, Massimiliano Damerini, Andrea Pestalozza e Ljuba Moiz.  Ha tenuto corsi e master class all'estero e all'Accademia Chigiana. Per i suoi meriti didattici le è stato assegnato il premio "Omaggio a Massimo Mila" appena un mese prima della sua scomparsa.